# Top Gear (émission de télévision, 2002)
Pour les articles homonymes, voir Top Gear (homonymie).
Top Gear est une émission de la BBC, diffusée sur la chaîne de télévision BBC Two. Lancée en 1977, elle connaît toujours aujourd'hui un vif succès. L'émission est consacrée aux voitures et au sport automobile. La BBC publie également un magazine papier Top Gear au Royaume-Uni. En France, l'émission est diffusée sur les chaines Discovery Channel, RMC Découverte, L'Équipe et Automoto la chaîne.
Top Gear existe également aux États-Unis, en Australie, en Corée, en Allemagne et en France (les versions russes et italiennes ont été interrompues faute d’audience en 2009).
L'émission originale de 1977 était un programme automobile traditionnel. Avec le temps et particulièrement depuis sa relance en 2002, l'émission a développé un style humoristique original. À partir de 2019, elle est présentée par Paddy McGuinness, Andrew Flintoff et Chris Harris assistés par un pilote automobile connu sous le nom du Stig. Les anciens présentateurs sont Jeremy Clarkson (renvoyé par la BBC), Richard Hammond et James May qui mirent fin à leur carrière Top Gear après le renvoi de Clarkson, ainsi que Jason Dawe qui fut remplacé par James May à partir de la saison 2 et Chris Evans qui quitte l'émission à l'issue de la saison 23. Matt LeBlanc annonce en 2018 qu'il quitte la présentation à l'issue de la saison 26. Le programme aurait environ plus de 350 millions de téléspectateurs dans le monde.
Les premiers épisodes sont diffusés au Royaume-Uni sur la BBC Two et, depuis la saison 14, sur la BBC HD. Top Gear est aussi diffusé sur Dave, BBC America, Discovery Channel France, BBC Canada, RTÉ Two en Irlande, Channel 9 en Australie (depuis 2010 et auparavant sur SBS One) et un grand nombre de chaînes dans le monde.
En juin 2016, et malgré la signature d'un contrat de trois ans, l'animateur Chris Evans annonce son retrait de l'émission.
L'émission est remarquée pour son style et sa présentation, mais elle a aussi été critiquée pour son contenu et les commentaires faits par les présentateurs.
Mi-novembre 2023, après un accident survenu sur le circuit de l'émission et les blessures de Andrew Flintoff, la BBC annonce l'arrêt de la version anglaise de l'émission.

## Histoire

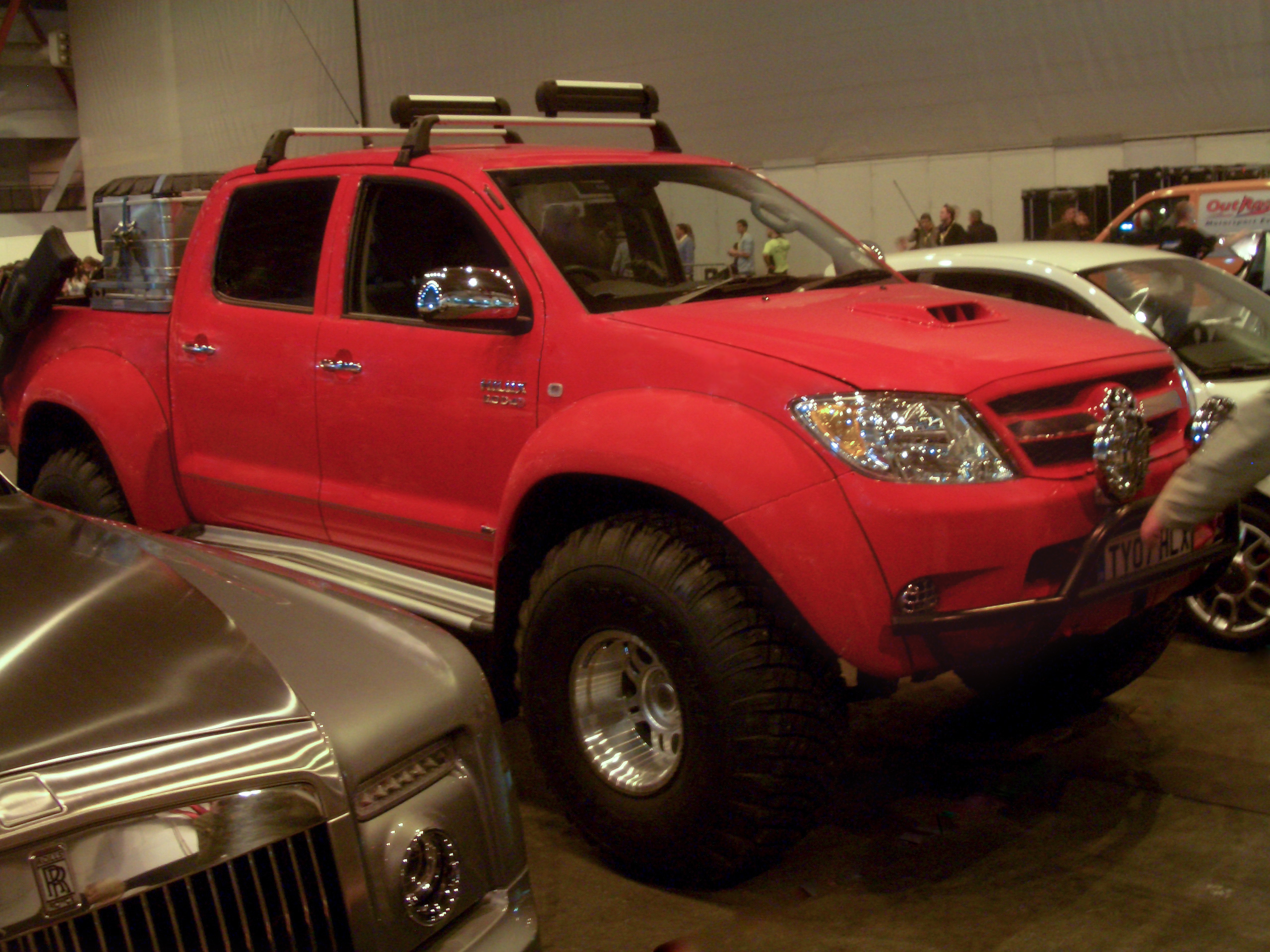
Le pickup Hilux utilisé pour l'expédition.

Jeremy Clarkson, qui avait permis à la série originale d'atteindre un pic en 1990, et le producteur Andy Wilman, réussirent à mettre au point un nouveau format en 2002. Le studio de Top Gear se trouve à l'aérodrome de Dunsfold et dans le quartier d'affaires de Waverley (Surrey). Top Gear utilise un circuit de course provisoire en 8 qui a été conçu par Lotus pour l'émission. Un grand hangar attenant à la piste est utilisé pour l'enregistrement en studio avec des spectateurs restant debout.
La nouvelle série apporte un grand nombre de changements importants par rapport à l'ancienne version. La durée est augmentée à une heure et deux nouveaux présentateurs sont ajoutés : Richard Hammond et Jason Dawe, ce dernier ayant été remplacé par James May après la saison 1. Le Stig, un pilote automobile anonyme portant toujours un casque est ajouté comme essayeur automobile. De nouvelles séquences sont ajoutées dont « Star dans une voiture petit budget », « mur de la classe », « nouveautés », « tour chrono » et une séquence qui change en fonction de l'émission, tels un défi, une course ou la destruction d'une caravane.
En 2006, la BBC avait prévu de déplacer le lieu de tournage de Dunsfold à Enstone (Oxfordshire) pour la saison huit mais ce déplacement a été refusé par le conseil du West Oxfordshire pour des raisons de pollutions environnementale et sonore. Le tournage de la série commença à Dunsfold en mai malgré l'absence d'autorisation de l'émission et ce dans un nouveau studio réorganisé, une nouvelle voiture pour la séquence « Star dans une voiture petit budget » et l'intervention dans quelques épisodes d'un des chiens de Hammond, surnommé « Top Gear Dog ».
Le 20 septembre 2006, Richard Hammond est gravement blessé lors d'un accident à bord d'un dragster à turboréacteur Vampire alors qu'il roulait à près de 505 km/h. La BBC reporta indéfiniment la diffusion du Best of Top Gear et annonça que la production serait retardée jusqu'à ce que Hammond se porte mieux. La BBC et le Health and Safety Executive ont effectué des enquêtes sur l'accident. Le tournage reprit le 5 octobre 2006. La saison neuf commença le 28 janvier 2007 et montra des extraits de l'accident de Hammond. Le premier épisode de la saison 9 fit plus d'audimat que la finale de Celebrity Big Brother et l'épisode final de la saison eut huit millions de téléspectateurs, l'audience la plus importante de BBC Two en une décennie.
Une émission spéciale, Top Gear: Polar Special, est diffusée au Royaume-Uni le 25 juillet 2007. C'est le premier épisode diffusé en haute définition. Il s'agit d'une course vers le pôle Nord magnétique partant de Resolute (Canada). James May et Jeremy Clarkson ont fait la course dans une Toyota Hilux modifiée pour la rigueur de l'Arctique et Richard Hammond sur un traineau tiré par des chiens. Les trois présentateurs ont fait le voyage accompagnés par des explorateurs expérimentés. Clarkson et May sont les premiers à atteindre le pôle nord magnétique à sa position de 1996, utilisant la navigation satellite du véhicule. Depuis 1996, le pôle nord magnétique s'est déplacé d'approximativement 160 km. La position enregistrée de 1996 était la cible du Polar Challenge et réutilisée par l'équipe de Top Gear comme destination ; le pôle Nord géographique se trouvait à environ 1 300 km au nord.
Le 9 septembre 2007 l'équipe participe à l'édition 2007 de la course Britcar (en) à Silverstone où les présentateurs et Le Stig conduisent une BMW 330d d'occasion préparée pour la course afin de terminer, au bout de 24 heures, à la troisième place de la catégorie diesel et 39e au général. La voiture aurait utilisé du diesel bio issu des récoltes d'un épisode de la saison précédente.
En 2008 l'émission est adaptée pour une série de directs appelés Top Gear Live. Le tour commence le 30 octobre 2008 à Earls Court (Londres), se déplaçant à Birmingham en novembre puis dans au moins 15 autres pays.
La série d'émissions live de Top Gear fut produite par Rowland French qui décrivait l'événement comme une façon de donner vie à l'émission au moyen de cascades, d'effets spéciaux et de séquences de conduite effectuées par les meilleurs pilotes automobiles mondiaux.
Le 17 juin 2008, dans une interview dans le Chris Moyles Show de BBC Radio 1, Hammond et May ont confirmé qu'il y aurait dans la saison 11 un nouvel invité occasionnel mais régulier, le cascadeur de Top Gear. Le producteur exécutif de la série, Andy Wilman, révèle aussi que les futures émissions verraient la durée des challenges importants réduite.
En fin 2014, la BBC se pose des questions sur le comportement douteux du présentateur principal Jeremy Clarkson. Cette année là, il est accusé à plusieurs reprises de racisme,, faisant polémique au Royaume-Uni. La BBC donne alors un "dernier avertissement" à Clarkson.

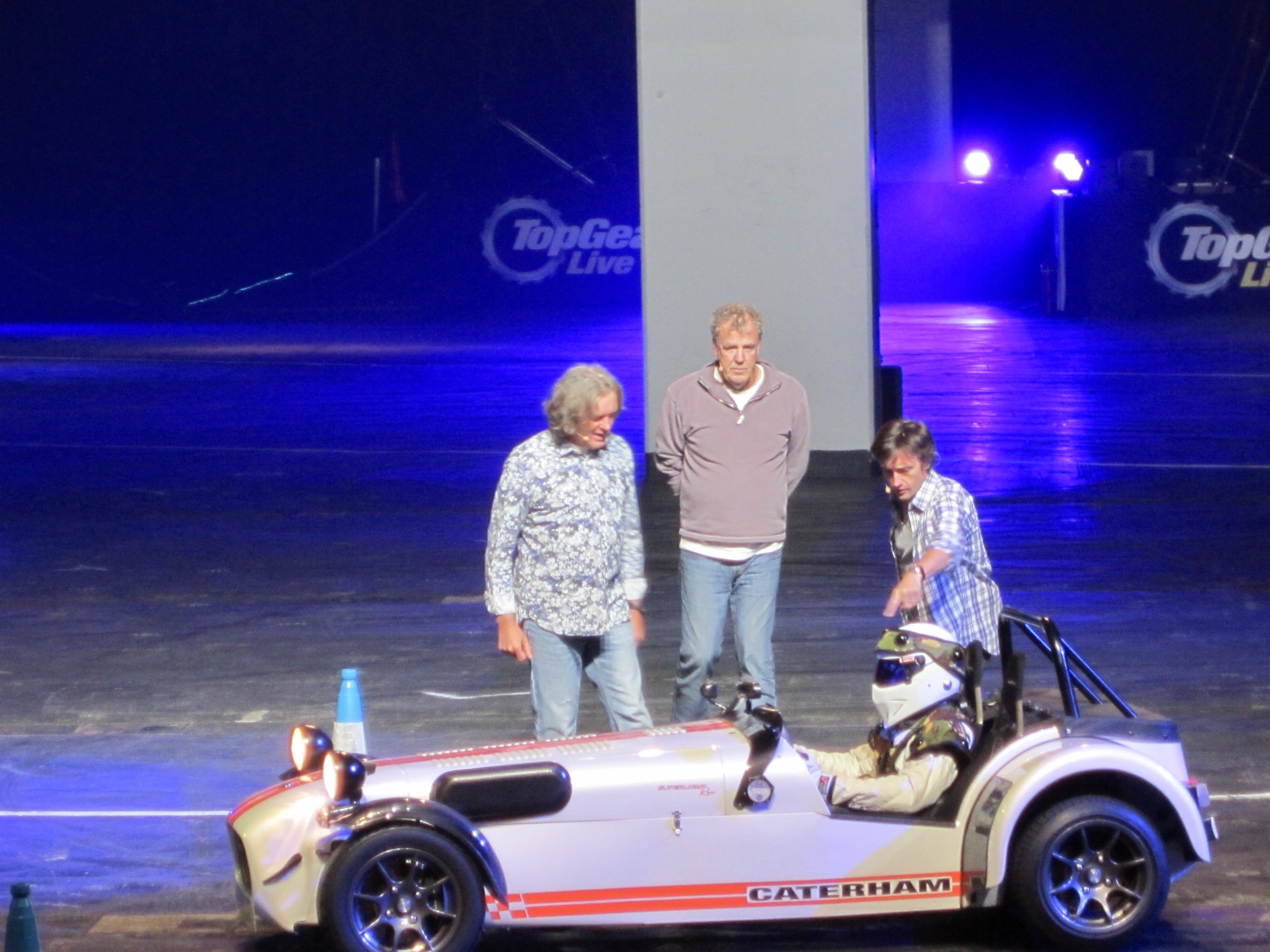
Jeremy Clarkson,Richard Hammond et James May et Le Stig dans Top Gear live

Le 10 mars 2015, la 22e série de Top Gear est subitement arrêtée par la BBC. Une enquête est alors lancée, et Jeremy Clarkson est suspendu. Ce dernier est accusé d'agressions verbales et physiques envers l'un des producteurs, Oisin Tymon. Le 25 mars 2015, la BBC annonce que le contrat de Jeremy Clarkson ne sera pas renouvelé. Le 23 avril 2015, James May annonce qu'il ne reviendrait pas en indiquant : « moi et Hammond avec un Jeremy de substitution, ça ne se fera pas » ; le même jour,  la BBC a confirmé que le producteur exécutif Andy Wilman avait également quitté l'émission après le non-renouvellement du contrat de Clarkson. 
Le trio, ainsi que Andy Wilman, finiront néanmoins par se retrouver dans une nouvelle émission automobile lancée le 18 novembre 2016, The Grand Tour.
Le 16 juin 2015, la BBC annonce que Chris Evans prendra un poste de présentateur,. Le lendemain, il révèle dans son émission de radio qu'il a l'assentiment de May, Hammond et Clarkson.
Le 4 février 2016, la BBC annonce l'arrivée de Matt LeBlanc en tant que présentateur aux côtés de Chris Evans. 
De la saison 24 à la saison 26 (2017-2019), l'émission est animée par Matt LeBlanc, Chris Harris et Rory Reid. Cette 24ème saison voit l'apparition d'un nouveau décor pour le studio. 
En 2019, lors de la saison 27, Matt LeBlanc et Rory Reid  quittent l'émission et cèdent leur place à Paddy McGuinness et Andrew Flintoff. Tous les deux se joignent à Chris Harris, unique rescapé des 4 saisons précédentes.

## Diffusion
Les épisodes de Top Gear sont diffusés au Royaume-Uni sur BBC Two le dimanche soir à 20 h. Chaque émission dure une heure, sans interruption publicitaire, la BBC étant financée par une redevance annuelle de télévision.
Les saisons du précédent format sont rediffusées sur Dave mais elles sont réduites à 46 min pour permettre des coupures publicitaires. Depuis la mi-octobre 2007, la chaîne Dave a commencé à diffuser les nouveaux épisodes de Top Gear seulement trois semaines après la BBC Two. Ces nouveaux épisodes sont aussi modifiés pour durer 46 min. Top Gear a aussi été diffusé dans d'autres pays soit dans son format original, soit dans la version modifiée, soit avec des parties spéciales pour l'audience britannique. Par exemple, Canvas, le diffuseur public flamand, a acquis les droits de l'émission après le succès du Top Gear: Polar Special.
La version BBC du programme est diffusée par RTE Two en Irlande.

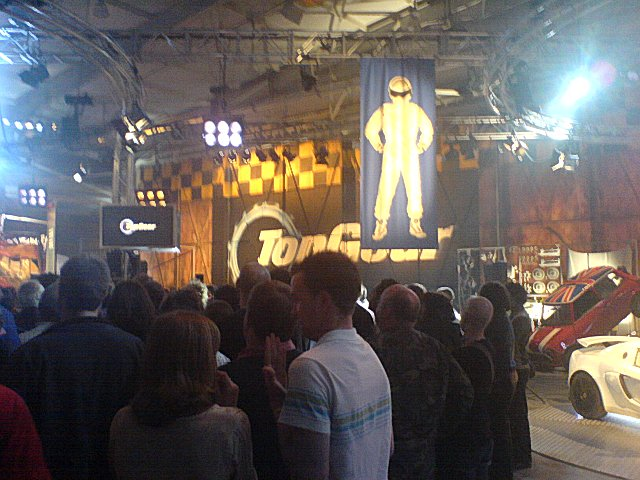
Le hangar de l'émission

La BBC diffuse aussi un format modifié du programme sur sa chaîne internationale BBC World. Les épisodes sont réduits à 30 min conduisant parfois à des incohérences. De plus, l'ordre original de transmissions n'est parfois pas respecté, ainsi des références à des évènements non encore diffusés sont parfois faites. Le seul élément spécialement destiné à l'audience internationale est la fin de chaque épisode, lorsque Clarkson salue les téléspectateurs de BBC World, au lieu de ceux de BBC. BBC America rediffuse aussi deux       épisodes de Top Gear à la fois, cependant des parties sont modifiées pour permettre les publicités.
Plus récemment, BBC World a changé son programme de diffusion en passant de la saison en cours aux « best of » des saisons précédentes. Dans les deux cas, BBC World modifie principalement les challenges et les courses des épisodes normaux en supprimant par exemple certaines remarques de Clarkson. Les interviews et la section « Voiture de l'année » ne sont généralement pas montrées.
Les épisodes des saisons 11 et 12 sont aussi disponibles sur iTunes. Leur contenu est modifié mais le temps indiqué pour chaque section correspond à la version originale de la BBC Two.
Le 22 septembre 2009, la BBC confirme que les futurs épisodes seront filmés en haute définition et diffusés sur BBC HD.

### Épisodes
(octobre 2015).
Chaque saison (« series ») est composée de 6 à 10 épisodes (de 6 à 7 depuis la saison 13) diffusés chaque dimanche. Il y a deux saisons par an, en hiver et en été (sauf en été 2007 et été 2012, remplacées par la diffusion de X-Factor), le tout comptant actuellement 28 saisons.

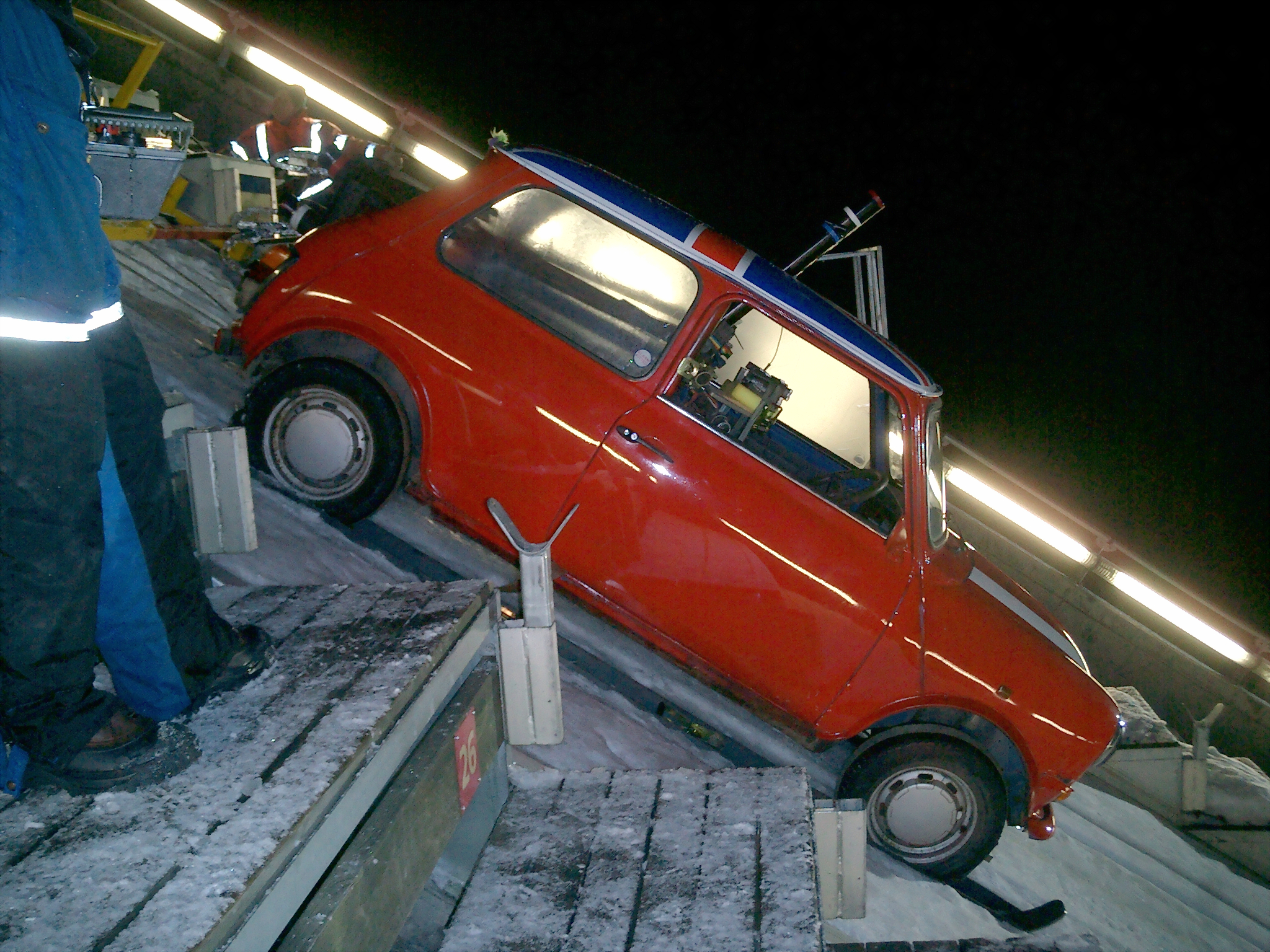
La mini skieuse dans le spécial JO d'hiver

Plusieurs épisodes spéciaux ont été tournés à l'étranger : aux États-Unis, au Botswana, au Vietnam, en Bolivie et Amérique du Sud,      au Moyen-Orient, en Inde, aux États-Unis jusqu'au Mexique et dernièrement en Birmanie ; et deux épisodes hors-saison : Top Gear Winter Olympics à Lillehammer et Top Gear: Polar Special dans l'Arctique.

### Spécial œuvres de bienfaisance
En juillet 2008, Top Gear a produit trois épisodes spéciaux pour Comic Relief. Le premier, intitulé Stars in Fast Cars, a été diffusé le 5 février 2005 et les présentateurs étaient Hammond et May, Clarkson et cinq autres personnalités télévisuelles britanniques concourant les uns contre les autres. Il a engendré une série de courte durée présentée par Dougie Anderson.
Le deuxième a été filmé pour la collecte de fonds Red Nose Day 2007 de Comic Relief. Cet épisode porte le nom de Top Gear of the Pops. Il a mélangé le format original de l'émission avec de la musique et la participation d'artistes tel que Lethal Bizzle, Travis, Supergrass et McFly qui avaient pour défi d'écrire une chanson incluant les mots « sofa », « administration » et « Hyundai », qu'ils ont ensuite enregistrée et qu'ils ont inclus dans leur single « The Heart Never Lies ». L'épisode s'est terminé par une performance de Clarkson, Hammond et May avec Justin Hawkins de « Red Light Spells Danger » par Billy Ocean.
Le troisième, intitulé Top Ground Gear Force, a été diffusé sur BBC Two à 20 h le 14 mars 2008 pour Sport Relief. Ce programme a emprunté le format Ground Force avec les présentateurs « Alan Clarkmarsh », « Handy Hammond » et « Jamesy Dimmock May ».

## Composition de l'émission

### Courses
L'émission organise souvent une course longue distance (ou selon les termes de Clarkson : « course épique »),. Ces courses présentent souvent Clarkson (ou un des autres présentateurs) conduisant une voiture et se mesurant à d'autres modes de transport. Les courses concernent souvent Hammond et May se rendant au même endroit que Clarkson mais au moyen d'un avion, d'un train ou d'un ferry.
Un certain nombre de nouvelles courses de plus petite échelle ont aussi eu lieu. Elles démontrent les forces et le plus souvent les faiblesses des voitures. Ces courses impliquent un des présentateurs, dans une voiture soigneusement choisie, concourant contre un athlète dans des conditions qui favorisent ce dernier. Le programme a aussi présenté une variété de petites courses, d'une durée de deux ou trois minutes, où deux voitures semblables concouraient l'une contre l'autre, par exemple, de vieilles et puissantes voitures de course contre de nouvelles voitures présentées dans les salles d'exposition.

### Défis

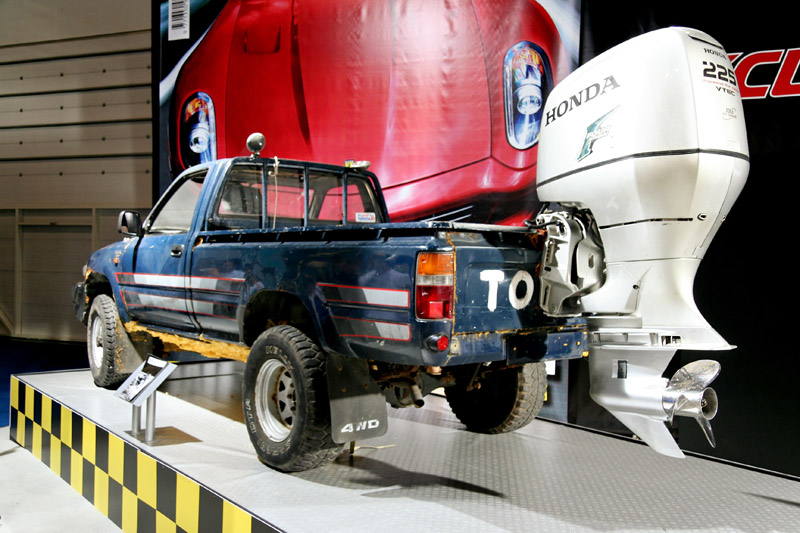
Le Toybota de Jeremy Clarkson dans le défi sur les voitures amphibies.

Lors de la première saison, les épisodes présentaient des défis ainsi que de petits films de cascades, généralement basés sur des prémices absurdes, tel qu'un bus sautant au-dessus de motos (en opposition au scénario classique où une moto saute au-dessus de bus) ou une nonne conduisant un monster truck. Aucune séquence de cascades n'a été diffusée entre les saisons sept et dix, mais dès la saison onze des scènes où un cascadeur anonyme (crédité comme « le cascadeur de Top Gear ») sautait au-dessus des voitures ont été introduites.
Dès la saison cinq, beaucoup de défis ont été présentés avec comme ligne directrice, « How hard can it be? ». Ceci inclut les défis où les présentateurs essayent de construire une Renault Espace décapotable, ou participant à la course d'endurance d'une journée Britcar (en) sur le circuit de Silverstone.
Dès la saison 4, un épisode de chaque saison a présenté une séquence où les présentateurs recevaient un budget (typiquement jusqu'à 1 500 £, mais il a pu être de 100 £ ou de 10 000 £ selon le type de voiture) pour acheter une voiture de seconde main à bas prix et répondant à certains critères. Une fois la voiture achetée, les présentateurs concourent les uns contre les autres dans une série de tests pour établir qui a acheté la meilleure voiture. Les présentateurs n'ont aucune connaissance préalable de ce que seront les tests, bien que ceux-ci concernent souvent de longs voyages pour déterminer la fiabilité d'une voiture et sa consommation d'essence, plus une course pour déterminer ses capacités.

### Star dans une voiture petit budget
Dans chaque épisode, une star est interviewée par Clarkson. Après l'interview, Clarkson, l'invité et l'audience présente dans le studio regardent le montage du tour de piste le plus rapide de l'invité autour de la piste d'essai de Top Gear. Les temps sont enregistrés sur le tableau des scores. Pour les sept premières saisons de l'actuel format de Top Gear, la voiture était une Suzuki Liana. Quelques célébrités sont passées une seconde fois sur la piste, dont Boris Johnson, ancien maire de Londres.
Au début de la saison neuf, la Liana a été remplacée par une Chevrolet Lacetti. Puisque la Lacetti est plus puissante que la Liana, le tableau des scores a été remis à zéro. Le format pour établir un temps a aussi été changé : chaque star est autorisée à faire cinq tours d'entraînement, puis un dernier tour chronométré. Aucune dérogation ne peut être accordée en cas d'erreur lors de ce tour final.
La Lacetti a à son tour été remplacée au début de la Saison 15 par une Kia Cee'd, et un nouveau tableau des temps compilés a été créé. Lors de l'épisode 5, les invités étaient Cameron Diaz et Tom Cruise, qui ont obtenu, tour à tour, les meilleurs temps avec cette voiture. Tom Cruise a même terminé le tracé sur deux roues.
Ellen MacArthur a établi le meilleur « chrono » de toutes les stars invitées ayant conduit la Liana. En juillet 2008 Jay Kay a établi le temps le plus rapide de toutes les « stars » ayant conduit la Chevrolet Lacetti dans le dernier épisode de la saison 11, faisant perdre à Simon Cowell la première place.
Plusieurs petits incidents ont eu lieu. Sir Michael Gambon passa le dernier virage sur deux roues, et Jeremy s'empressa de le renommer en son honneur. Lionel Richie et Trevor Eve perdirent une roue et David Soul détruisit les embrayages des voitures principale et de secours. Plusieurs « stars » sont sorties de la piste pendant les entrainements, ce que Clarkson montre souvent à l'audience.
Il y a un tableau différent pour les conducteurs de Formule 1. Tous les temps établis par des pilotes de Formule 1, même ceux après la saison 7, ont été effectués dans la Suzuki Liana. Le Stig figura au sommet du tableau (1 min 44 s 4) jusqu'au passage de Rubens Barrichello dans la saison 15, qui battit son temps de référence de deux secondes et deux dixièmes avec 1 min 42 s 2. Les présentateurs ont longtemps considéré le temps de Lewis Hamilton comme le plus impressionnant (1 min 44 s 7) du fait qu'il a été enregistré sur une piste humide et grasse, et qu'il était alors de seulement trois dixièmes de seconde plus lent que celui du Stig, qui s'était déroulé dans de meilleures conditions. Et dans le passé, Clarkson avait dit aux conducteurs qu'il faudrait déduire trois secondes pour un chrono établi par temps humide dans la Suzuki Liana, faisant du chrono de Hamilton virtuellement le meilleur du tableau. Plus récemment, à la saison 19 (épisode 4), Lewis Hamilton a de nouveau été invité afin de pouvoir rouler sur une piste sèche. Il a alors battu le record de Sebastian Vettel (1 min 44 s 0) avec 1 min 42 s 9 et figure désormais en deuxième place à sept dixièmes de Rubens Barrichello qui détient donc le record avec 1 min 42 s 2.

### Le «chrono»
Dans la séquence « Chrono », le Stig effectue un tour sur la piste d'essai de Top Gear pour jauger la performance des voitures.
Pour qu'une voiture soit qualifiée pour être testée et affichée sur le tableau des scores, elle doit être autorisée à circuler sur la route, pouvoir être achetée et pouvoir passer sur un ralentisseur. Il y a un tableau non officiel différent pour les voitures qui ne sont pas de série, telle que la Aston Martin DBR9 concourant au Mans.
La voiture qui a enregistré le meilleur temps absolu sur la piste d'essai est la Renault F1, avec cinquante neuf secondes (0:59.00).
Le temps le plus rapide établi sur la piste d'essai avec une voiture autorisée à circuler fut la Caparo T1 lors de la saison 10, qui établit un temps de 1:10.6 ; cependant, elle ne répondait aux critères du ralentisseur et il fut annulé. 
À la fin de la saison douze, le temps le plus rapide des voitures répondant aux critères était la Gumpert Apollo S avec un temps de 1:17.1. A l'épisode 1 de la saison 13 (diffusé le 21 juin 2009),  Michael Schumacher, déguisé en Stig, fit le tour de piste en 1:10.7  dans sa Ferrari FXX ; toutefois au cours de l'épisode suivant, ce record fut annulé à cause de l'utilisation de pneus lisses. 
Actuellement, la voiture rentrant dans les critères de sélection possédant le meilleur temps de toute l'histoire de l'émission est la Pagani Huayra, en 1:13.8.

### Le «mur de la classe»
Introduit lors du sixième épisode de la saison une, Clarkson et Hammond décident dans cette séquence quelles voitures sont « classe » et lesquelles ne le sont pas en plaçant des photos de celles-ci sur un grand tableau, appelé le « mur de la classe » (le « Cool Wall » en version originale). Les catégories sont, de gauche à droite ; « pas classe du tout », « pas classe », « classe », et « grande classe ».
D'après Andy Wilman, le producteur de l'émission, le facteur qui détermine si une voiture est classe ou non repose sur différents critères qui ne sont pas nécessairement liés à la qualité de la voiture elle-même. Par exemple, Wilman suggère que « les voitures à la mode » comme l'Audi TT, le PT Cruiser, la Jaguar S-Type et la Volkswagen Beetle ne sont pas cool parce qu'elles « ont un impact important pendant cinq minutes puis ressemblent ensuite à des clichés et sont vaguement ridicules ». Les critères suivants semblent s'appliquer pour différents fabricants :
- toutes les Alfa Romeo sont automatiquement « classe »
- les petites voitures européennes (telles que Fiat, Peugeot, etc.) sont automatiquement « classe » - à moins qu’elles aient remporté le trophée européen de la voiture de l'année, auquel cas elles deviennent sérieusement pas cool. Les présentateurs considèrent aussi la Fiat Panda comme étant bien en dessous de « sérieusement pas classe » car James May en possède une.
- les 4x4 et les pick-ups sont automatiquement « pas classe », bien que le Hummer soit considéré comme « classe » par sa taille et parce qu'il est politiquement incorrect.
- les supercars sont presque toujours « pas classes », bien que les dernières Aston Martin aient été placées dans une section spéciale. Une autre exception est la Koenigsegg CCX, placée dans la catégorie « effrayant » après que le Stig est sorti de la piste à haute vitesse - sans gravité - pendant le tour chronométré sur la piste Dunsfold. La voiture avait en effet un manque de stabilité dans un virage en appui.
- les BMW dessinés par Chris Bangle sont considérées tellement pas classe que leurs photos sont laissées sur le sol plutôt que sur le mur.
- les cabriolets sont souvent classe, à l'exception des « pas classes » dites « 5 minute wonders », notamment le cabriolet Chrysler PT-Cruiser, que les présentateurs considèrent comme hideux.
- les voitures changent de place en fonction des « cocks » qui les conduisent — les présentateurs désignent par ce terme de « cocks » les footballeurs, les femmes de footballeurs, ce que Clarkson décrit comme l'« élite télévisuelle » et d'autres centres d'attention des tabloïds britanniques. Un exemple est le déplacement des « cocks » de la BMW M3 à l'Audi RS4, et le repositionnement de chaque voiture respectivement de « pas classe du tout » à « classe » et de « classe » à « pas classe du tout ».
- les voitures détenues par un des présentateurs (Clarkson, Hammond et May) sont automatiquement placées dans la section « sérieusement pas cool » du tableau.

Lors de l'émission, Clarkson a déclaré que les voitures étaient supposées classe si, d'après eux, elles pouvaient plaire à l'actrice Kristin Scott Thomas, et plus tard, à la présentatrice du journal sur la BBC Fiona Bruce. Toutes deux ont depuis été invitées pour le segment « Star dans une voiture petit budget ». Quand Scott Thomas vint à la saison 9, beaucoup de ses jugements sur quel véhicule était ou n'était pas « classe » étaient à l'opposé du verdict de l'émission (sa propre voiture étant une G-Wiz, précédemment qualifiée de « pas classe »). Plus tard, quand Bruce vint lors de la saison 11, son moyen de transport préféré — une Citroën Picasso — sembla horrifier Clarkson.
Dans le premier épisode de la saison 4, une section séparée, la « DB9 Super Cool Fridge », sur une table à droite du tableau, a été introduite par Jeremy qui a dit que l'Aston Martin DB9 était trop classe pour être classée dans la catégorie « grande classe ». Elle ne comptait au départ que la DB9, mais elle fut rejointe par l'Aston Martin V8 Vantage lors de la saison sept. De l'autre côté du tableau, la voiture de James May — la Fiat Panda — a été placée plusieurs mètres à gauche de « pas classe », sur une bannière à l'arrière du hangar.
Ceci est en partie dû à une règle fixée par les présentateurs selon laquelle leurs voitures respectives ne peuvent être considérées comme classe. Dans la saison neuf, Clarkson a été obligé de placer la Lamborghini Gallardo Spyder dans la section « pas classe » car il venait d'en acheter une. Il révéla ensuite qu'il avait vendu la Ford GT, lui permettant de la déplacer dans la section « grande classe ».
L'humour de cette section repose sur le fait que Clarkson et Hammond ne s'accordent pas sur la place des voitures dans le tableau, Clarkson ayant souvent le dernier mot — parfois en plaçant la photo de la voiture en haut du tableau, empêchant Hammond, qui est plus petit, de l'enlever (bien que parfois Hammond utilise des outils pour récupérer les photos). Clarkson utilise parfois des méthodes plus extrêmes telles que brûler les photos représentant la voiture en question, ou même l'utilisation d'une tronçonneuse sur le mur quand Hammond a osé essayer de placer une moto Ducati 1098 sur le mur. Hammond peut prendre de temps en temps sa vengeance : après une série de désaccords avec les choix de Clarkson, il saisit la carte, sur laquelle une BMW M6 était représentée, des mains de Clarkson et s'est ensuite enfui dans l'audience, entraînant une bagarre entre les deux avant qu'Hammond ne finisse par manger la carte, empêchant ainsi son utilisation. De même, pendant la saison six, Clarkson, qui avait des problèmes de dos, ne pouvait se baisser et Hammond eut le dernier mot en plaçant la voiture en question au bas du tableau.
Le « mur de la classe » a été presque entièrement détruit dans l'incendie qui eut lieu en août 2007 (annoncé par Jeremy Clarkson comme ayant été causé par leurs rivaux de la chaîne Five, Fifth Gear) et n'a pas été utilisé pendant la saison dix qui suivait. Le mur brûlé était présent pendant l'épisode 3 de la saison 10, quand Hammond évalua l'auto-stationnement de la Lexus LS 600 à côté de celui-ci. Un nouveau « mur de la classe » a été introduit dans le deuxième épisode de la saison onze.
Le « mur de la classe » disparait en 2016, après le départ des trois animateurs.

### Évaluations inhabituelles
Un thème important de Top Gear est la combinaison des tests sur route et des opinions dans des circonstances extrêmement inhabituelles, ou avec des défis pour démontrer les caractéristiques notables du véhicule.
Ceci s'est retrouvé dans plusieurs évaluations où les véhicules sont passés en revue, dont la « Toyota Hilux Destruction » qui apparait dans la saison trois aux épisodes cinq et six. Plusieurs méthodes ont été employées par Clarkson et May pour essayer de détruire un Toyota Hilux de quatrième génération, prouvant notamment sa solidité. Parmi les essais se trouvaient des épreuves telles que faire tomber l'Hilux d'une grue, mettre le feu au véhicule ou lui faire emboutir un arbre. En ce qui concerne ce dernier accident, les villageois pensaient que les dommages étaient accidentels ou dus à du vandalisme jusqu'à la diffusion de l'épisode. La BBC a ensuite été contactée, le directeur du coupable admis sa faute et des compensations furent données. Ils tentèrent ensuite de le submerger par la marée, lui faire tomber une caravane dessus, le frapper avec une boule de démolition, ou encore le faire tomber d'un HLM détruit par des explosifs. L'Hilux lourdement endommagé (mais qui peut encore être conduit et utilisé sans pour autant qu'aucune pièce ne soit changée) se trouve maintenant sur un plateau incliné dans le studio de Top Gear.
Une autre évaluation présentait une Ford Fiesta, après que Clarkson eut lu la lettre d'un téléspectateur qui reprochait à Top Gear de ne plus évaluer les voitures comme il faudrait. Clarkson répondit de manière sarcastique en se faisant poursuivre par une Chevrolet Corvette dans le centre commercial Festival Place. La Fiesta fut ensuite utilisée comme barge de débarquement sur une plage avec les Royal Marines.
De temps en temps, de nombreuses voitures sont passées en revue en une séquence. Dans le « Scooter Road Test Russian Roulette Challenge », lors de l'épisode neuf de la saison six, Hammond et May ont travaillé comme ScooterMen pour essayer sur route un maximum de voitures aléatoirement choisies. Le défi étant qu'ils ne connaîtraient pas les voitures dont ils feraient les essais sur route et qu'ils devaient le faire en présence des propriétaires.
Occasionnellement les voitures étrangères ou « exotiques » sont aussi passées en revue de façon inhabituelle. Dans le test « VIP Chauffeur » (saison 11, épisode 6), May conduisit une Mitsuoka Orochi et une Galue. Il utilisa cette dernière pour conduire un lutteur sumo et son agent à un tournoi, trajet durant lequel il la testa en la qualifiant de « Japan's Rolls-Royce ».
Lors de sa sortie en 2008, la Dacia Sandero fut fréquemment l'objet d'un comique de répétition lorsque les nouveautés étaient présentées pendant l'émission ; les présentateurs montraient une excitation sarcastique grandissante à l'approche de la sortie de la voiture ce qui soulignait leur opinion selon laquelle la voiture n'avait aucune importance pour personne. Dans le premier épisode de la saison 14, l'équipe est allée en Roumanie, où la Sandero est construite. Là bas, Jeremy a acheté une Sandero pour May, mais elle a été rapidement écrasée par un camion.
Dans la saison 14, Clarkson testa la Renault Twingo à Belfast après les plaintes d'un des résidents de la ville. En dépit du fait qu'il ait attrapé un rhume sur le ferry menant à Belfast, il admit aimer la voiture. Cependant lors du test il conduisit la voiture « à l'envers » dans les égouts de Belfast. De même, lors d'une blague, Clarkson conduisit la voiture dans le Belfast Lough après avoir tenté de la faire monter sur l’HSS Stena Voyager en ayant manqué l'heure d'embarquement. Pendant que la voiture était passée en revue il a été signalé que Ross Kemp était dans le coffre.

### Voitures significatives
L'émission célèbre occasionnellement les anniversaires des voitures notables, présentant un petit film où les voitures notables de l'histoire sont célébrées pour montrer en quoi elles sont historiquement significatives. Cette séquence est distincte des autres défis où d'anciennes voitures sont présentées car le sujet est traité de manière plus sérieuse et factuelle.
| Saison 1 - Ford Escort RS1800 (épisode 2) - Citroën DS (épisode 3) Saison 2 - Bentley T2 (épisode 1) - Rover P5 (épisode 2) - Jaguar Le Mans C-Type & Mark 2 (épisode 4) - Triumph TR6 (épisode 5) - GM HyWire (épisode 9) | Saison 3 - BMW M1, M3 & M5 (épisode 2) - Lamborghini Miura (épisode 4) - Lamborghini Countach (épisode 4) - Volkswagen Corrado VR6 & Mercedes-Benz 190E 2.5-16 Cosworth (épisode 5) - Aston Martin V8 Vantage (épisode 6) - Mercedes-Benz 280SL & Aston Martin Lagonda (épisode 8) | Saison 4 - Dodge Charger 440 R/T (épisode 3) - Jaguar XJS (épisode 6) - Rover V8 engine & Rover SD1 (épisode 8) Saison 5 - Mercedes-Benz 300SL Gullwing (épisode 2) Saison 6 - Maserati Biturbo & 250F (épisode 2) - Maserati Bora (épisode 3) - Aston Martin DB5 & Jaguar E-type (épisode 5) - Ford Transit (épisode 7) | Saison 7 - British Racing Green & Vanwall F1 (épisode 2) Saison 10 - Commandes modernes : Benz Motorwagen, Royal Enfield quad bike, De Dion-Bouton, Ford Model T, Cadillac Type 53, Austin 7 (épisode 8) | Saison 12 - Ferrari Daytona (épisode 5) - British Touring Car Championship : Jaguar Mark 2, Ford Falcon, Chevrolet Camaro, Ford Mustang, Leyland Mini, Ford Sierra RS Cosworth (épisode 7) |

### Voiture de l'année
À la fin de chaque saison, en automne, les présentateurs récompensent leur voiture préférée de l'année passée. Le seul critère de récompense est que les présentateurs doivent être unanimes. Parmi les vainqueurs se trouvent :
| Année | Voiture                              |
| ----- | ------------------------------------ |
| 2002  | Land Rover Range Rover               |
| 2003  | Rolls-Royce Phantom                  |
| 2004  | Volkswagen Golf GTI                  |
| 2005  | Bugatti Veyron                       |
| 2006  | Lamborghini Gallardo Spyder          |
| 2007  | Ford Mondeo ou Subaru Legacy Outback |
| 2008  | Caterham Seven R500                  |
| 2009  | Gallardo LP550-2 Valentino Balboni   |
| 2010  | Citroën DS3                          |
| 2011  | Range Rover Evoque                   |
| 2012  | Toyota GT86                          |
| 2013  | Ford Fiesta ST                       |

### Voiture de la décennie
La voiture de la décennie désigne la voiture que les présentateurs ont choisi parmi les voitures qu'ils ont présentées. Pour la première décennie de l'émission, qui a commencé en 2002, les présentateurs ont choisi la Bugatti Veyron.

### Enquête sur la fiabilité
De 2003 à 2006, Top Gear mena des enquêtes annuelles où des milliers de résidents britanniques étaient consultés quant à leur satisfaction sur la voiture qu'ils possèdent. L'enquête demandait aux sondés de noter les voitures sur leurs qualités de construction, le savoir-faire mis en œuvre pour la construction, leur expérience de conduite, le coût d'entretien, et l'assistance à la clientèle. Bien que pour des raisons légales l'enquête soit maintenant menée via le magazine Top Gear, les résultats sont encore utilisés dans l'émission. L'enquête, anciennement menée par J.D. Power, est effectuée par Experian. Sur la base de ces critères, les voitures les mieux et les moins biens classées sont :
| Année | Mieux classée | Moins bien classée     |
| ----- | ------------- | ---------------------- |
| 2003  | Jaguar XJ     | Volkswagen Sharan      |
| 2004  | Honda S2000   | Mercedes-Benz Classe M |
| 2005  | Honda S2000   | Peugeot 807            |
| 2006  | Honda S2000   | Peugeot 807            |

### Générique de fin
Pour les épisodes spéciaux, le programme modifie son générique de fin pour refléter le lieu où l'édition spéciale se déroule, notamment en remplaçant les prénoms par d'autres prénoms locaux. Le générique fut modifié pour la première fois lors de l'émission spéciale Top Gear Winter Olympics, filmée à Lillehammer en Norvège, où tout le monde a été nommé Björn (sauf pour Hammond, May et Le Stig, qui prirent les noms de Benny, Agnetha et Anni-Frid qui sont membres d'ABBA). Pour le générique de fin du Top Gear: US Special, lors de la saison 9, Clarkson prit le nom de « Cletus Clarkson », Hammond de « Earl Hammond Jr. », May de « Ellie May May », Le Stig de « Rosco P. Stig » et tous les autres membres de l'équipe portaient les prénoms de « Billy Bob ».
De plus, dans le Polar Special, tous les prénoms du générique de fin sont remplacés par « Sir Ranulph », en référence à l'explorateur Sir Ranulph Fiennes, qui fait une apparition plus tôt dans l'épisode. Dans le Top Gear: Botswana Special, tous portent le nom d'« Archbishop Desmond », tandis que dans le Top Gear: Vietnam Special, tous les prénoms sont remplacés par Francis Ford en référence au film sur la guerre du Viêt Nam Apocalypse Now. Dans l'épisode 7 de la saison 19 Top Gear: Africa Special, tous les membres de l'équipe sont qualifiés de « Dr » ... suivi d'un « Je présume ? » en référence au Dr David Livingstone.
Le seul épisode habituel où le générique a été modifié fut le dernier épisode de la saison 8. Les prénoms de Clarkson, Hammond et May ont été altérés pour correspondre au principal défi de l'émission, c'est-à-dire que les présentateurs ont respectivement été prénommés : Lee, Wayne et Terry ; qui sont supposés être les noms typiques des conducteurs de vans par les présentateurs.

## Bande son
Top Gear utilise toujours une adaptation instrumentale de la chanson Jessica de The Allman Brothers Band comme indicatif musical depuis le début de la série originale en 1977. L'émission utilisait une partie de la chanson originale des Allman jusqu'au milieu des années 1990, mais l'émission de 2002 utilise une reprise mise à jour.

## DVD et CD

### CD
Top Gear a réalisé plusieurs collections de chansons pour la conduite en CD. Ces albums ont commencé à être réalisés par la série originale dans les années 1990 (bien que la liste ci-dessous ne reflète que les albums de l'actuel format).
| Nom                                                    | Date de sortie   | Notes                                                                               |
| ------------------------------------------------------ | ---------------- | ----------------------------------------------------------------------------------- |
| Top Gear: The Greatest Driving Album This Year!        | 10 novembre 2003 | 2 CD                                                                                |
| Top Gear: The Ultimate Driving Experience              | 14 novembre 2005 | 2 CD                                                                                |
| Top Gear Anthems 2007: The Greatest Ever Driving Songs | 21 mai 2007      | 2 CD. Les quatre premières chansons sont choisies parmi les chansons sélectionnées. |
| Top Gear: Seriously Cool Driving Music                 | 12 novembre 2007 | 2 CD                                                                                |
| Top Gear Anthems: The Greatest                         | décembre 2007    | 3 CD                                                                                |
| Top Gear Anthems 2008: Seriously Hot Driving Music     | 2 juin 2008      | 2 CD                                                                                |
| Top Gear: Sub Zero Driving Anthems                     | 17 novembre 2008 | 2 CD                                                                                |
| Top Gear: Seriously Rock 'N' Roll                      | 2009             | 2 CD                                                                                |

### DVD
Un certain nombre de DVD ont aussi été réalisés.
| Nom                                                        | Date de sortie               | Notes |
| ---------------------------------------------------------- | ---------------------------- | --- |
| Top Gear: Back in the Fast Lane — The Best of Series 1 & 2 | 27 octobre 2003              | Inclut des scènes des saisons 1 et 2. |
| Top Gear: The Best of Series Three and Four                | TG magazine (avril 2004)     | Élaboré avec le magazine Top Gear, contient 33 minutes de tournage des troisième et quatrième saisons, certaines scènes n'ayant originellement pas été diffusées. |
| New Jaguar XK & Aston Martin V8 at the Ring                | TG magazine (mai 2005)       | Élaboré avec le magazine Top Gear, un DVD d'une heure narré par Richard Hammond et présenté par Sabine Schmitz.                                                   |
| Top Gear: Revved Up                                        | 6 juin 2005                  | Scènes des saisons 3 à 5, avec des scènes coupées et d'autres éléments non diffusés.                                                                              |
| Top Gear's 007: The Best Car Chases                        | TG magazine (septembre 2005) | Élaboré avec le magazine Top Gear, contient 37 minutes de vidéos extraites de 13 James Bond.                                                                      |
| Top Gear: The Races                                        | TG magazine (mars 2006)      | Élaboré avec le magazine Top Gear, contient 33 minutes de trois courses Top Gear allant des saisons une à sept.                                                   |
| Top Gear: Winter Olympics                                  | 5 juin 2006                  | Contient l'épisode Top Gear: Winter Olympics de la saison 7, des scènes coupées et des bonus.                                                                     |
| Top Gear: The Collection                                   | 18 décembre 2006             | Contient Revved Up, Winter Olympics et Back in the Fast Lane. |
| Top Gear: The Challenges                                   | TG magazine (mai 2007)       | Élaboré avec le magazine Top Gear, une compilation avec les défis de Top Gear.                                                                                    |
| Top Gear's Greatest Movie Chases Ever                      | TG magazine (juillet 2007)   | Élaboré avec le magazine Top Gear, contient 45 minutes de dix poursuites classiques de film.                                                                      |
| Richard Hammond's Top Gear Interactive Challenge           | 12 novembre 2007             | DVD interactif présenté par Richard Hammond, contenant un quiz Top Gear, des challenges et de la compétition.                                                     |
| Top Gear: The Great Adventures                             | 3 mars 2008                  | Inclut le Polar Challenge et l’American Road Trip, dont des scènes coupées et des éléments supplémentaires.                                                       |
| Top Gear: Planes, Rockets and Automobiles                  | TG magazine (avril 2008)     | Élaboré avec le magazine Top Gear et contient 45 minutes de vidéo principalement prises dans le DVD The Challenges 2.                                             |
| Top Gear: The Challenges 2                                 | 2 juin 2008                  | Deuxième compilation des challenges Top Gear, dont des scènes coupées et des éléments supplémentaires.                                                            |
| Top Gear Polar Special: The Director's Cut                 | 20 octobre 2008              | Scène coupée du Polar Special, seulement valable en Blu-ray Disc.                                                                                                 |
| Top Gear: The Challenges 1 & 2 Collection                  | 10 novembre 2008             | Contient The Challenges et The Challenges 2. |
| Richard Hammond's Top Gear Interactive Stunt Challenge     | 14 novembre 2008             | DVD interactif présenté par Richard Hammond, contenant un quiz Top Gear, des défis et des compétitions.                                                           |
| Top Gear: The Great Adventures Vol. 2                      | 23 mars 2009                 | Dont les épisodes spéciaux Botswana et Vietnam Road Trip, des commentaires audios, des scènes supprimées et des photos.                                           |
| Top Gear: The Best of The Stig                             | TG magazine (avril 2009)     | Élaboré avec le magazine Top Gear, contient 60 minutes de scènes.                                                                                                 |
| Top Gear: The Complete Tenth Series                        | 21 avril 2009                | Inclut dix épisodes de la saison dix (réalisés aux États-Unis, Australie et au Canada).                                                                           |
| Top Gear: Collection 2.0                                   | 28 avril 2009                | Dont The Challenges Vol. 1 et The Great Adventures Vol. 1 (seulement réalisé en Australie).                                                                       |
| Top Gear: The Challenges 3                                 | 8 juin 2009                  | Une troisième sélection de challenges, pris des saisons 10 à 12.                                                                                                  |
| Top Gear: The Great Adventures Collection                  | 16 novembre 2009             | Un coffret contenant les quatre précédentes Great Adventures avec des bonus.                                                                                      |
| Top Gear Uncovered: The DVD Special                        | 16 novembre 2009             | Présenté par Richard Hammond et contient des éléments non diffusés.                                                                                               |
| Top Gear: The Complete Eleventh Series                     | 12 janvier 2010              | Inclut six épisodes de la saison 11 (réalisés aux États-Unis et au Canada).                                                                                       |
| Top Gear: The Complete Twelfth Series                      | 12 janvier 2010              | Dont sept épisodes de la saison 12 et le Vietnam Special. |

## Récompenses et propositions
En novembre 2005, Top Gear reçut un International Emmy Awards dans la catégorie « Non-Scripted Entertainment ». Dans l'épisode où les présentateurs montrent le prix à l'audience présente dans le studio, Clarkson fit une blague sur le fait qu'il ne pouvait pas se rendre à New York pour récupérer la récompense puisqu'il était trop occupé à écrire le scénario de l'émission.
Top Gear a aussi été proposé trois années consécutives (2004-2005-2006) aux British Academy Television Awards dans la catégorie « Best Feature ». Clarkson a aussi été proposé dans la catégorie « Entertainment Performance » en 2006. En 2004 et en 2005, Top Gear a aussi été proposé pour un National Television Award dans la catégorie « Most Popular Factual Programme » ; elle remporta le prix en 2006, 2007 et 2008. En acceptant la récompense en octobre 2007, Richard Hammond commenta qu'ils le méritaient vraiment cette année, parce qu'il n'avait pas fallu un accident pour obtenir des votes de sympathies.
Les présentateurs de Top Gear ont aussi annoncé dans l'émission qu'ils avaient gagné certaines récompenses légèrement inférieures. Dans la saison 10, Richard Hammond gagna la récompense de la meilleure coupe de cheveux de télévision et James May gagna celle de la pire. Les trois présentateurs ont gagné la récompense du magazine Heat « weirdest celebrity crush ». Lors de la saison 11, le Stig obtint une récompense des Scouts pour « Services to Instruction ». Après avoir révélé cela, le Stig a été montré en train d'« attaquer » les Scouts et les présentateurs en vinrent à la conclusion que soit il est terrifié par les Scouts, soit il est Guide.
À la fin de la saison 2009, Top Gear a été élu meilleur programme de la décennie par une enquête effectuée par Channel 4, The Greatest TV Shows of the Noughties, devant The Apprentice et Doctor Who respectivement à la seconde et troisième place. Les initiés de l'industrie télévisuelle et les experts télévisuels ont voté ainsi qu'un millier de membres du public qui prirent part à un sondage sur YouGov. Les résultats ont été diffusés le dimanche 27 décembre 2009 à 21 h, en même temps que le Bolivia Special sur BBC Two,,.
Le 10 mai 2012, Top Gear s'est vu décerner une Rose d'Or Honoraire au Festival de la Rose d'Or de Lucerne (Suisse). Cette même année, Top Gear entre dans le Livre Guiness des Records, comme le programme télévisé de divertissement le plus regardé au monde avec plus de 350 millions de téléspectateurs répartis dans 212 pays.

## Critique
Top Gear a souvent été critiqué pour le contenu de ses programmes par le public et Ofcom. La plupart de ces critiques proviennent des commentaires que font les présentateurs ; d'autres aspects du programme ont été soulignés comme non souhaitables. Les critiques sur les incidents et le contenu allant des remarques offensantes, la promotion de la conduite irresponsable, les questions environnementales le ton tenu envers les Allemands,, et l'homophobie ont généré des plaintes de la part de certaines personnes, de certains groupes ainsi que du gouvernement.
Clarkson lui-même a été critique envers la BBC sur le traitement du programme. Dans une publication du magazine Top Gear de février 2006, Clarkson a exprimé son avis selon lequel la BBC ne prend pas Top Gear au sérieux. Il a également dit qu'il n'appréciait pas le choix de la longueur de la série par les patrons et son remplacement fréquent par du snooker, qu'il considère comme « drunk men playing billiards » (« des hommes ivres jouant au billard »), en dépit du fait que Top Gear attire une audience bien supérieure.
Lors du tournage du double épisode spécial Patagonie pour l'ouverture de la saison 22 en Argentine, et lors d'un arrêt à Ushuaïa, l'équipe a été mise en garde de l'arrivée de manifestants, la Porsche de Jeremy Clarkson arborant une immatriculation pouvant se référer à la guerre des Malouines. Le tournage a été arrêté et le matériel escorté vers la frontière chilienne ; le convoi s'est retrouvé être la cible de jets de pierre occasionnant des dommages aux véhicules. L'immatriculation litigieuse est restée la même que lors de l'achat du véhicule en Angleterre.

## Adaptations étrangères

### États-Unis
Après des mois de négociation, la NBC annonce en juin 2008 qu'elle a commandé un pilote pour une version américaine de Top Gear, laquelle serait produite par BBC Worldwide America (la version britannique de l'émission était diffusée par le Discovery Channel).
En 2015, Tanner Foust sera invité par James May dans l'épisode 7 de la saison 22 du Top Gear original.
Présentateurs
- Adam Ferrara
- Tanner Foust
- Rutledge Wood

### Australie
En novembre 2007, il est annoncé qu'une version australienne de Top Gear serait produite par le réseau Special Broadcasting Service avec Freehand Productions, le partenaire australien de la BBC Worldwide. Cette annonce marque la première version de Top Gear à être produite exclusivement pour un marché étranger. En mai 2008, SBS annonce que les présentateurs seraient Charlie Cox, Warren Brown, Steve Pizzati, les épisodes sont diffusés à partir du 29 septembre 2008. Fin 2009 Nine Network acquiert les droits des versions anglaises et locales pour treize saisons.
L'émission est finalement diffusée sur 5 saisons (SBS One (2008-2009), Nine Network (2010-2012), Paramount+ (2024-)).
Présentateurs
- Beau Ryan
- Jonathan LaPaglia
- Blair Joscelyne

### Russie
Le 14 octobre 2008, le site de Top Gear confirme qu'une édition russe du programme serait mise en production à la fin de l'année. Au départ, quinze épisodes étaient programmés. Top Gear: Russian Version est diffusé à partir du 22 février 2009. L'émission s'est arrêtée pour manque d'audience après seulement une demi-saison. La version britannique est diffusée depuis.
Présentateurs
- Nikolaï Fomenko
- Mikhail Petrovsky
- Oskar Kuchera

### Corée du Sud
Une version sud-coréenne de l'émission a été créée en 2011.
Présentateurs
- Kim Jin-pyo
- Ryu Si-won
- Danny Ahn

### France
Le 28 août 2014, la chaine RMC Découverte annonce lors de sa conférence de rentrée la production d'une version française. La diffusion débute le 18 mars 2015,.
Après 7 saisons et des audiences en constante baisse, le duo de vidéastes web de Vilebrequin reprennent la présentation en 2023.
Présentateurs
- Sylvain Lévy (depuis la saison 9)
- Pierre Chabrier (depuis la saison 9)

### Italie
La version italienne de l'émission est diffusée sur la chaîne italienne Sky Uno. Le premier numéro a été diffusé le 22 mars 2016.
Présentateurs
- Guido Meda
- Joe Bastianich
- Davide Valsecchi